# Тунберг, Клас
Арнольд Клас Роберт Тунберг (швед. Arnold Clas Robert Thunberg; 5 апреля 1893, Гельсингфорс, Великое княжество Финляндское — 28 апреля 1973, Хельсинки, Финляндия) — финский конькобежец, многократный чемпион мира (1923, 1925, 1928, 1929 и 1931 годов), пятикратный олимпийский чемпион (1924 и 1928), многократный чемпион Европы. Многократный рекордсмен мира. Первый трёхкратный зимний Олимпийский чемпион в истории.
Клас Тунберг начал заниматься конькобежным спортом в 18 лет. В 28 лет он завоевал первый титул — чемпион Европы и в течение 10 лет показывал выдающиеся результаты. За карьеру установил четыре мировых рекорда:
| Дистанция | Время  | Дата            | Каток       |
| --------- | ------ | --------------- | ----------- |
| 500 м     | 42.8   | Январь 19, 1929 | Давос       |
| 1000 м    | 1:28.4 | Январь 11, 1930 | Давос       |
| 500 м     | 42.6   | Январь 13, 1931 | Санкт-Мориц |
| 3000 м    | 5:19.2 | Январь 8, 1932  | Давос       |

Источник: SpeedSkatingStats.com

## Личные рекорды
| Дистанция | Время   | Дата             | Каток       |
| --------- | ------- | ---------------- | ----------- |
| 500 м     | 42.6    | Январь 13, 1931  | Санкт-Мориц |
| 1000 м    | 1:27.4  | Март 4, 1931     | Осло        |
| 1500 м    | 2:18.1  | Январь 11, 1930  | Давос       |
| 3000 м    | 5:00.6  | Февраль 12, 1933 | Давос       |
| 5000 м    | 8:32.6  | Февраль 4, 1928  | Давос       |
| 10000 м   | 17:34.8 | Февраль 5, 1928  | Давос       |